# 4079 Britten
4079 Britten è un asteroide della fascia principale. Scoperto nel 1983, presenta un'orbita caratterizzata da un semiasse maggiore pari a 3,1963871 UA e da un'eccentricità di 0,1029687, inclinata di 2,40185° rispetto all'eclittica.